# Svatava

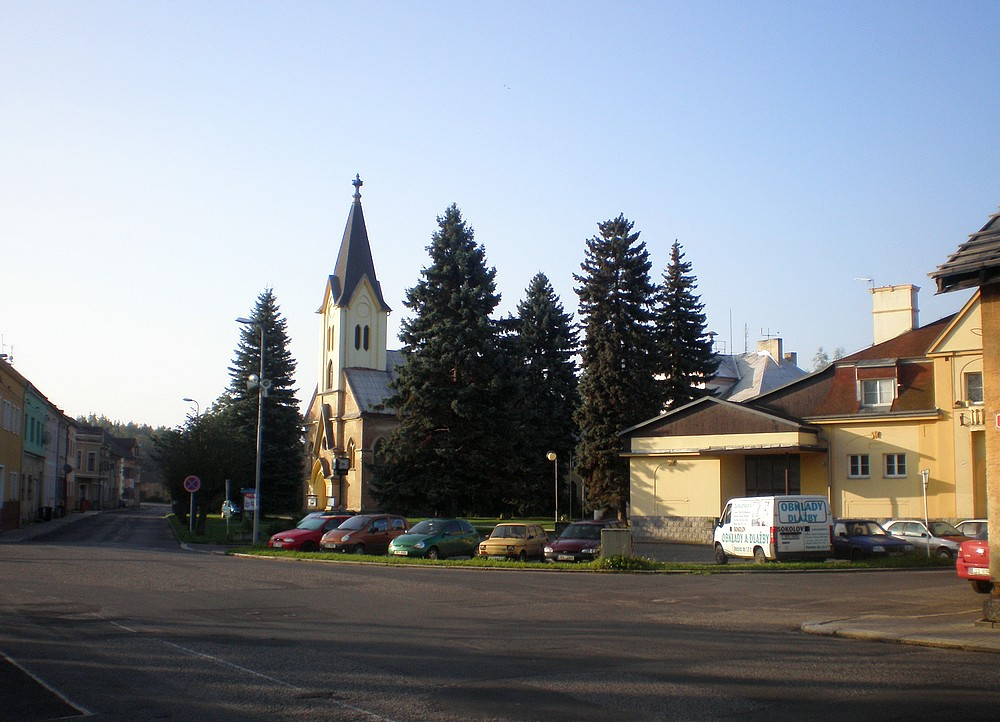
Platz mit Kirche

Svatava (deutsch Zwodau) ist ein Městys in Tschechien. Er liegt zwei Kilometer nordwestlich von Sokolov und gehört zum Okres Sokolov.

## Geographie

### Geographische Lage
Svatava befindet sich südlich des Erzgebirges im Falkenauer Becken am Unterlauf des Flusses Svatava an der Einmündung des Lomnický potok (Lanzbach). Nordwestlich erhebt sich der Svatavský vrch (Steinberg, 508 m). Svatava wird von Halden und Restlöchern des Braunkohlenbergbaus umgeben, im Westen liegt der durch den Medardsee geflutete ehemalige Tagebau der Grube Medard (Medardi).

### Gemeindegliederung
Für den Městys Svatava sind keine Ortsteile ausgewiesen. Grundsiedlungseinheiten sind Čistá (Lauterbach Dorf), Podlesí (Auerleiten) und Svatava. Zu Svatava gehören außerdem die Ortslagen Davidov (Davidsthal), Na Pískách (Steinberg), Nová Svatava, Olšičky (Schmieger-Kolonie), Peterwerk, Špic (Spitz) und U Davidova sowie die Wüstung Lísková (Haselbach).
Das Gemeindegebiet gliedert sich in die Katastralbezirke Čistá u Svatavy und Svatava.

### Nachbarorte
Nachbarorte sind Podlesí und Lomnice im Norden, Královské Poříčí und Jehličná im Osten, Sokolov im Südosten, Dolní Rychnov und Citice im Süden, Bukovany im Südwesten, Habartov im Westen sowie Davidov im Nordwesten.
Die umliegenden Dörfer Čistá (Lauterbach), Lvov (Löwenhof) und Lísková (Haselbach) fielen dem Braunkohlenbergbau zum Opfer.

## Geschichte
Die Ersterwähnung des Ortes erfolgte 1391 in einer Urkunde König Wenzels im Zusammenhang mit einer durch den Ort führenden Poststraße. Unter den Schlicken wurde Zwodau 1553 an die Herrschaft Falkenau angeschlossen. Nach der Schlacht am Weißen Berg wurden 1622 die Herren von Nostitz Besitzer des Ortes. 1633 brach eine Pestepidemie aus. In den letzten Jahren des Dreißigjährigen Krieges verwüsteten zwischen 1643 und 1644 die Schweden die Gegend.
Die Bewohner von Zwodau lebten von der Flößerei und dem Hopfenbau. 1751 wurde in Zwodau eine Poststation eingerichtet. Seit der Entdeckung von Kohlelagerstätten entstanden im 18. Jahrhundert erste Kohleschächte. Johann David Starck errichtete zu Beginn des 19. Jahrhunderts das Mineralwerk Davidsthal. August Lotz aus Wildstein gründete 1836 eine kleine Baumwollspinnerei. 1845 wurde der Ort durch ein Hochwasser der Zwodau stark verwüstet. 
Nach der Aufhebung der Patrimonialherrschaften bildete Zwodau ab 1850 mit den Ortsteilen Haselbach, Lanz und Lauterbach eine Gemeinde im Bezirk Falkenau/Falknov. Um 1850 erfolgte der Bau der Kaiserstraße von Prag über Karlsbad und Zwodau nach Eger. 1856 kaufte Ignaz Schmieger die Baumwollspinnerei und baute sie sukzessive zu einer großen Kammgarnspinnerei aus. Das Unternehmen Joh. Dav. Starcks Erben begann nach dem Bau der Buschtěhrader Eisenbahn im Jahre 1871 mit der systematischen Nutzung der Kohle. Für seine Bergleute ließ es die Starcksche Kolonie als Wohnsiedlung errichten. 1893 erfolgte eine Regulierung der mäandrierenden Zwodau; auf den gewonnenen Flächen wurden Dorfplatz sowie zwischen dem Dorf und der Kammgarnspinnerei Ignaz Schmieger ein Sportplatz angelegt. Zwodau wurde 1903 zur Marktgemeinde erhoben und erhielt das Recht zur Führung eines Wappens.
1908 begannen in Zwodau die Sammlungen für den Bau einer eigenen Kirche. Diese wurde nach dem Ersten Weltkrieg errichtet und 1924 durch den Prager Weihbischof Glosauer geweiht. 1926 konnte mit Unterstützung von Papst Pius XI. auch ein Pfarrhaus errichtet werden. In der Kammgarnspinnerei Ignaz Schmieger arbeiteten 1930 über 1500 Personen. 1930 hatte der Markt Zwodau 4411, hauptsächlich deutschsprachige Einwohner; 1939 waren es nach dem Anschluss an das Deutsche Reich nur noch 4112 Einwohner.
Nach dem Münchner Abkommen 1938 wurde Zwodau ins Deutsche Reich eingegliedert und gehörte bis 1945 zum Landkreis Falkenau. 1943 wurde in Auerleiten ein Frauenkonzentrationslager als Außenlager des KZ Ravensbrück eingerichtet. Ab September 1944 unterstand das Lager dem KZ Flossenbürg, es waren dort 745 Jüdinnen zur Zwangsarbeit eingesetzt. Im Mai 1945 wurde das KZ von der amerikanischen 1. Infanterie-Division befreit.
Nach dem Ende des Zweiten Weltkrieges kam der Ort an die Tschechoslowakei zurück, und es begann die Vertreibung der Deutschen. 1948 erhielt der Ort den Namen Svatava. In dieser Zeit ging auch der Status als Minderstadt verloren. 1976 erfolgte die Eingemeindung nach Sokolov. Seit 1991 ist Svatava wieder eine selbstständige Gemeinde.
Während der kommunistischen Herrschaft verfiel die Kirche. Sie soll mit Hilfe von Spenden zum hundertsten Jubiläum der Kirchweih rekonstruiert werden. Seit dem 11. März 2008 besitzt Svatava wieder den Status eines Městys. Die Reste der Starckschen Kolonie wurden 2018 abgebrochen.

## Wappen
Beschreibung: Das Wappen ist durch Wellenschnitt geteilt und oben in Rot und Grün gespalten. Auf dem Spalt liegt eine goldene mittelblattlose Lilie, die stattdessen in einer mit zwei Goldblättern goldbebutzten weißen Rose endet. Im unteren silbernen Feld sind Hammer und Schlägel in schwarz gekreuzt.

## Kultur und Sehenswürdigkeiten
- Kirche der unbefleckten Empfängnis der Jungfrau Maria, geweiht 1924 durch den Prager Weihbischof Glosauer
- Räuberhöhle am Svatavský vrch im Zwodautal
- Gedenkstein für das KZ Zwodau[4] (Außenlager des KZ Flossenbürg)
- Wassermühle an der Zwodau
- Post
- Schmiegersiedlung
- Kolonie Peterwerk
- Statue des Hl. Florian

## Söhne und Töchter des Ortes
- Maria Günzl (1896–1983), deutsche Politikerin
- Ernst Mosch (1925–1999), deutscher Kapellmeister sowie Jazz- und Blasmusiker